# Văn học dân gian các dân tộc thiểu số Việt Nam
Văn học dân gian các dân tộc thiểu số Việt Nam có những thành tựu với những sắc thái riêng biệt. Căn cứ vào quy luật phát triển của sáng tác dân gian và sự thực tiễn tồn tại những mảnh vụn thần thoại, các nhà nghiên cứu văn học dân gian Việt Nam đã nói đến sự tồn tại của các thể loại sử thi, và thực tế đã sưu tầm, phát hiện được.

## Những nét đặc sắc
- Yếu tố thần thoại bảo tồn được một số nét cổ hơn so với thần thoại người Việt. Kho thần thoại giải thích tự nhiên rất dồi dào.
- Sử thi đậm đà chất thần thoại nổi bật hình tượng người anh hùng dũng sĩ.
- Khối lượng thơ ca dân gian lớn, có sắc thái trữ tình đậm.

## Sử thi
Giới nghiên cứu thường gọi: truyền thuyết, anh hùng ca, trường ca, sử thi anh hùng, sử thi... Người Êđê gọi Khan còn người Bana gọi Hơmon...
Đây là một thể loại tự sự dân gian về thời kỳ lịch sử khi loài người bước vào xã hội văn minh, kể về những kỳ tích, sự nghiệp anh hùng có tầm vóc lớn. Sử thi là những sáng tác tự sự có quy mô tương đối lớn, bằng văn vần hay thứ văn xuôi giàu chất thơ. Nội dung bao quát cả đời sống toàn dân trong suốt một thời kỳ lịch sử dài mà trung tâm là những sự kiện có ý nghĩa trọng đại trong đời sống cộng đồng.
Có thể phân thành hai loại: 
- Sử thi thần thoại (sử thi mo): Đẻ đất đẻ nước (Mường) và...
- Sử thi anh hùng (sử thi khan): Đam San (Ê Đê), Xinh Nhã (Ê Đê)...

## Truyện thơ
Truyện thơ là những truyện kể bằng thơ, biểu hiện cảm nghĩ bằng ngôn ngữ giàu hình ảnh, cảm xúc, chứa đựng vấn đề xã hội. Có sư kết hợp yếu tố tự sự và trữ tình, dung lượng lớn, mang tính chất cố sự của truyện kể dân gian, biểu hiện dưới hình thức thơ ca với màu sắc trữ tình đậm.
Có thể phân thành hai loại: 
- Truyện thơ phát triển đề tài của tự sự xã hội: Vượt biển (Khảm hải), Chim sáo, Nàng Kim Quế (Tày Nùng)...
- Truyện thơ về tình yêu và hôn nhân: Nàng Nga Hai Mối (Mường); Nàng Ớm chàng Bồng Hương (Mường); Út Lót Hồ Liêu (Mường); Tiếng hát làm dâu (H'Mông); Nam Kim Thị Đan (Tày); Khun Lú Nàng Ủa (Thái), Tiễn dặn người yêu hay Xống chụ xon xao (Thái)...